# HAARP

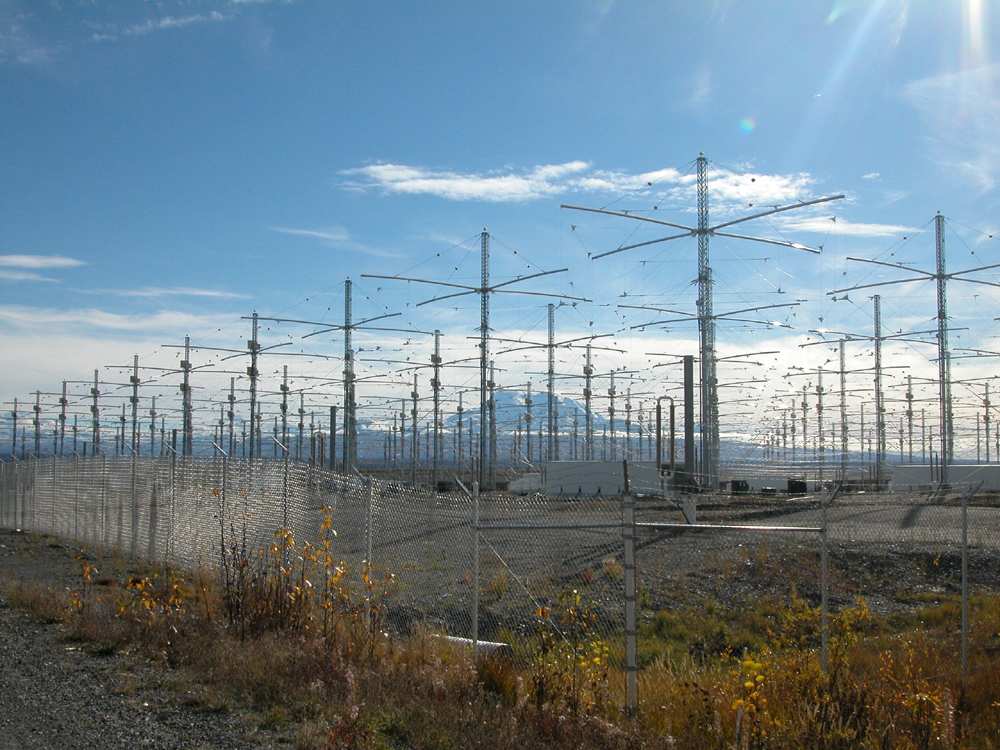
HAARP na Aljašce

High Frequency Active Auroral Research Program (HAARP, česky Vysokofrekvenční aktivní aurorální výzkum) byl výzkumný projekt chování ionosféry a procesů v ní probíhajících včetně polárních září (odtud z názvu aurorální). Projekt byl zahájen roku 1990, zastaven roku 2013 a definitivně ukončen roku 2014. Měl zkoumat ionosféru s perspektivou vývoje pokročilé ionosférické technologie pro zlepšení komunikačních a navigačních systémů jak pro civilní, tak i pro vojenský sektor (včetně sledování a rozvědky).
Stanice HAARP se nacházela na Aljašce, severně od malého města Gakona, na místě bývalého OTH radaru (over the horizon) a v Grónsku.

## Stavba a údržba
Při konstrukci projektu HAARP byly použity technologie amerického fyzika Bernarda Eastlunda, který je v 80. letech vyvinul a nechal si je patentovat (jedná se o americké patenty č. 4 686 605, 4 712 155, a 5 038 664).
Projekt HAARP jako takový začal již v roce 1990, ale stavba samotného zařízení byla započata v roce 1993, s minimální plánovanou funkčností 20 let. Stavěl se ve třech fázích, plné operability a výkonu dosáhl v létě roku 2007. Původně jej začala stavět firma Advanced Power Technologies a od roku 2003 BAE Advanced Technologie – dceřiná společnost zbrojařského koncernu a dodavatele vojenské techniky BAE Systems.
Náklady na projekt (stavba a spravování) k roku 2008 činily 250 milionů dolarů. HAARP financovaly organizace Letectvo Spojených států amerických, Vojenské námořnictvo Spojených států a Defense Advanced Research Projects Agency (DARPA). Finančně a lidskými zdroji se podílela i státní univerzita (University of Alaska).

## Zařízení HAARPu
HAARP disponoval radary pásma krátkých (HF) a ultra krátkých vln (UHF), měřiči změn geomagnetického pole, digisondou (sondu ionosférického šíření vysokofrekvenčních radiových vln), magnetometry a dalšími.
Hlavním nástrojem pro ionosférický výzkum byl Ionospheric Research Instrument, vysokofrekvenční vysílač, který byl využíván k působení na ionosféru. Skládal se z 48 antén o výšce 22 m, později jich na ploše cca 13 hektarů bylo vztyčeno celkem 180 (12×15). Vysílač vysílal spojitý nebo přerušovaný signál o výkonu až 3600 kW a frekvenčním rozsahu 2,8–10 MHz, jehož elektromagnetický „obraz“ mohl být sledován pomocí HF/UHF radarů, HF přijímačů a opticky. Podle týmu lidí z HAARPu bylo cílem sledovat procesy v ionosféře ovlivněné přirozeným vlivem sluneční interakce stejně jako ionosféra ovlivňuje radiové signály a vyvinout technologie lépe kompenzující tyto vlivy pro lepší, přesnější a spolehlivější komunikaci, s lepšími vlastnostmi, sílou signálu, rozsahem apod. včetně technologie pro schopnější skenování i pod hladinou moře či pod zemským povrchem.
V roce 2014 bylo oficiálně oznámeno, že projekt byl ukončen a konstrukce bude demontována.

## Konspirační teorie
Existují různé konspirační teorie, které HAARPu přisuzují různé „nekalé praktiky“, mezi jinými ho označují za prostředek pro spouštění přírodních pohrom jako povodně, sucha nebo devastující zemětřesení.
- V září 1995 byla vydána práce Nicka Begicha, Jr., nazvaná Angels Don't Play This HAARP: Advances in Tesla Technology, pojednávající o možnosti, ve které by HAARP „vedl geofyzikální válku“. Nick Begich pracoval jako výchovný poradce na školách v Anchorage, neměl žádné technické vzdělání.
- 18. ledna 2010 venezuelská vládní televizní stanice ViVe vydala prohlášení, ve kterém obvinila Spojené státy americké z vyvolání série pokusných zemětřesení, v níž spojila zemětřesení v městě Eureka v Kalifornii, zemětřesení v provincii S'-čchuan z roku 2008 a v té době právě proběhlé zemětřesení na Haiti s technologií vyvíjenou v projektu HAARP,[3] s perspektivou zaútočit v budoucnu touto technologií na Írán.
- Konspirační teorii o tom, že zemětřesení v Japonsku z 11. března 2011 bylo vyvoláno činností HAARPu, zmínilo několik médií.[4][5][6]

HAARP (a oblast, kterou výzkum tohoto projektu pokrývá) též bývá konspirátory dáván do souvislosti s prací Nikoly Tesly. HAARP nebyl běžně přístupný pro veřejnost (s výjimkou „dne otevřených dveří“, který byl ovšem jen jednou za dva roky) a přístup ke komplexu byl (jako částečně vojenské zařízení) velmi dobře střežen, což je patrné zejména z epizody ze série dokumentů Conspiracy Theory bývalého guvernéra Minnesoty Jesse Ventury zaměřené na HAARP.